# Вошиньон
Вошиньо́н (фр. Vauchignon) — коммуна во Франции, находится в регионе Бургундия. Департамент коммуны — Кот-д’Ор. Входит в состав кантона Ноле. Округ коммуны — Бон.
Код INSEE коммуны — 21658.

## Население
Население коммуны на 2010 год составляло 39 человек.
| 1962 | 1968 | 1975 | 1982 | 1990 | 1999 | 2010 |
| ---- | ---- | ---- | ---- | ---- | ---- | ---- |
| 49   | 35   | 29   | 42   | 45   | 50   | 39   |

## Экономика
В 2010 году среди 27 человек трудоспособного возраста (15—64 лет) 20 были экономически активными, 7 — неактивными (показатель активности — 74,1 %, в 1999 году было 70,0 %). Из 20 активных жителей работали 18 человек (10 мужчин и 8 женщин), безработных было 2 (1 мужчина и 1 женщина). Среди 7 неактивных 1 человек был учеником или студентом, 3 — пенсионерами, 3 были неактивными по другим причинам.